# Fonds salariaux
Les fonds salariaux (en suédois : löntagarfonder), parfois appelés fonds Meidner, sont une version socialiste des fonds souverains par laquelle le gouvernement suédois taxait une partie des bénéfices des entreprises et les plaçaient dans des fonds spéciaux chargés d'acheter des actions de sociétés suédoises cotées en bourse, dans le but de transférer progressivement les entreprises de l'actionnariat privé à l'actionnariat collectif des salariés. Les fonds étaient contrôlés par des représentants des syndicats suédois.

## Histoire
En 1975, la Confédération générale du travail de Suède (LO) demande la création de fonds salariaux collectifs. Ces fonds d'investissement seraient contrôlés par les salariés et pour acquérir des actions d'entreprise privées. L'économiste Rudolf Meidner joue alors un rôle de premier plan dans le développement de l'idée. 
Le projet est par la suite adopté par le Parti social-démocrate suédois des travailleurs lors de son congrès de 1976 en vue des élections législatives de la même année. Toutefois, après un débat intense lors de la campagne électorale centré autour du thème des fonds salariaux, les sociaux-démocrates perdent le pouvoir pour la première fois depuis 1932.
À la suite de la victoire des sociaux-démocrates aux élections législatives suédoises de 1982, ils ont été introduits à travers la création de cinq fonds régionaux en 1984, Chaque fonds régional était dirigé par un conseil d'administration de neuf membres, dont cinq représentants syndicaux. Ces fonds étaient alimentés par une contribution de 20 % du bénéfice net au-delà d'un certain niveau ainsi qu'une cotisation patronale d'un montant égal à 0,2 % de la masse salariale.
Tout au long de leur existence, ils ont suscité de nombreuses controverses politiques. Les partisans les décrivent comme une tentative d'accroître le pouvoir des travailleurs sur les entreprises suédoises, tandis que les opposants y voient un grand pas vers le socialisme. Le 4 octobre 1983, une manifestation contre les fonds Meidner à Stockholm a rassemblé entre 80 000 et 100 000 participants. Il s'agit de la plus grande manifestation de la droite suédoise,. 
Les fonds salariaux ont accumulé des fonds jusqu'aux élections législatives suédoises de 1991, où les sociaux-démocrates ont perdu pour la première fois depuis 1982, date à laquelle les fonds ont été supprimés par la droite. 
Les victoires ultérieures des sociaux-démocrates, comme celle de 1994, n'ont pas conduit à leur réintroduction, car les dirigeants du parti ont estimé que le débat autour de ces fonds désavantageait le parti éléctoralement. Déjà au moment de leur introduction le ministre des finances Kjell-Olof Feldt avait été filmé alors qu'il écrivait un poème négatif sur les fonds sur son banc au Parlement.
Inspiré par les sociaux-démocrates suédois, le Parti communiste italien met en place un groupe de travail chargé d'élaborer un équivalent italien des fonds salariaux collectifs. Toutefois, le parti a décidé d'abandonner ces plans, estimant qu'ils allaient trop loin dans la nationalisation de l'économie du pays.